# فیلیپ (داکوتای جنوبی)
فیلیپ(به انگلیسی: Philip) شهری در ایالت داکوتای جنوبی کشور ایالات متحده آمریکا است که جمعیت آن در سرشماری سال ۲۰۱۰ میلادی، ۷۷۹ نفر بوده‌است.